# Paul Weilbächer
Paul Weilbächer (* 23. Februar 1800 in Weilbach; † 31. Dezember 1876 ebenda) war ein deutscher Landwirt und Mitglied des Nassauischen Landtags.  

## Leben
Paul Weilbächer wurde als Sohn des Pächters des Schlosses Weilbach,  Oswald Weilbächer († 1801), und dessen Ehefrau Luise Sattler (1764–1829) geboren. 
Er betrieb eine Landwirtschaft, als er von den Grundbesitzern des Wahlkreises XII Wiesbaden/Hochheimein ein Mandat für den Nassauischen Landtag erhielt. Am 20. Dezember 1848 legte er sein Mandat nieder; sein Nachfolger wurde Friedrich Snell. 
Zudem war Weilbächer Mitglied des Bezirksrates im Amt Hochheim.